# Teatro romano de Olissipo

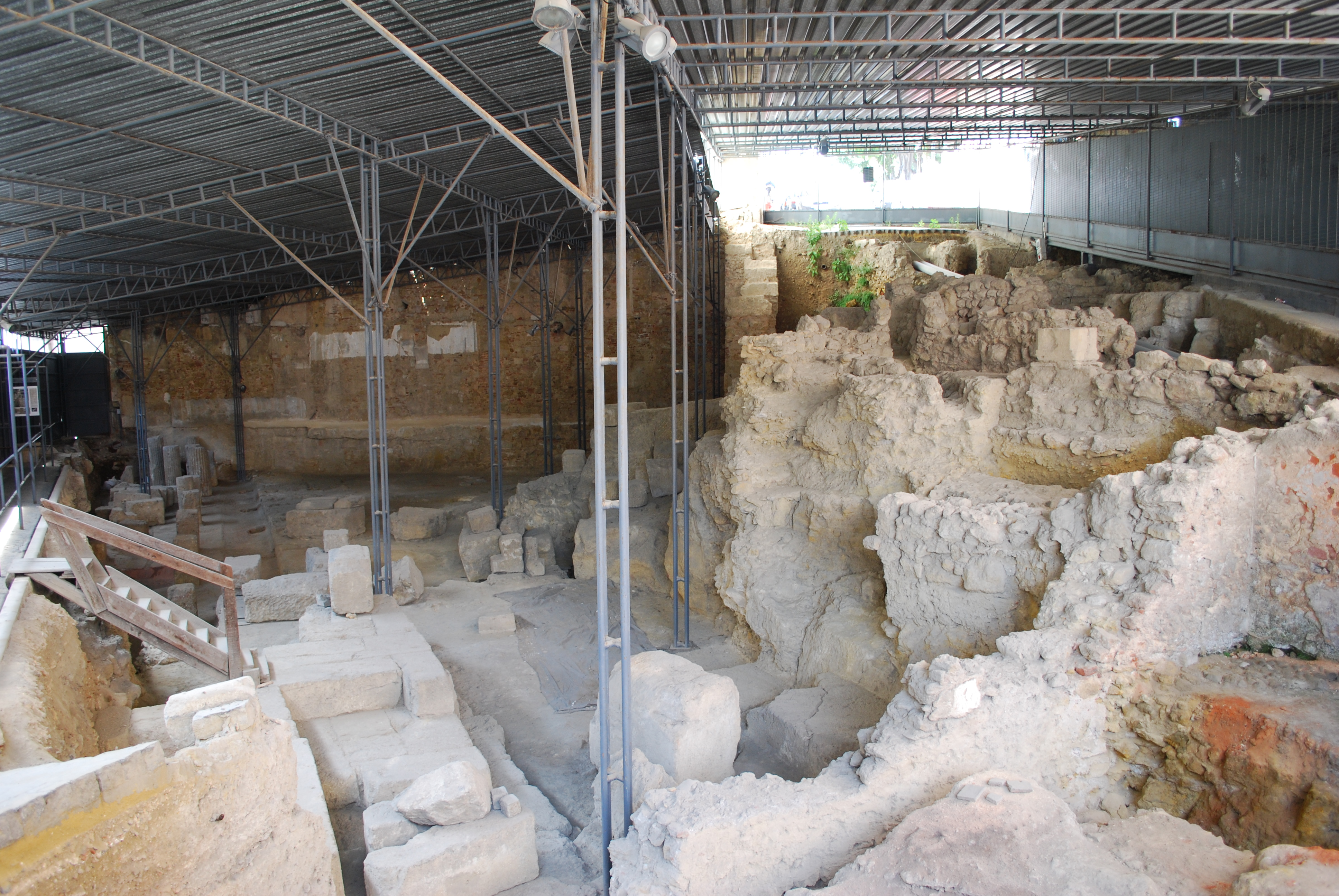
Panorámica de las ruinas del teatro

El teatro romano de Olissipo es un teatro histórico levantado en tiempos del Imperio Romano en la ciudad de Olissipo, actual Lisboa, en Portugal. Fue descubierto en 1798 durante las obras de reconstrucción de la ciudad tras el terremoto de 1755. Desde 2001, sus ruinas, las cuales representan un tercio de la superficie original del edificio, están incluidas dentro de un museo dedicado al propio teatro y a la historia de la ciudad.

## Historia
Si bien se desconoce la fecha concreta de la construcción del teatro, las características arquitectónicas y decorativas apuntan a comienzos del siglo I. Se encuentra bien fechada, sin embargo, una remodelación en el año 57, gracias a una inscripción en la parte superior de las piedras del proscenio.Con la caída del Imperio y la posterior invasión de la tribus germánicas, cayó en desuso y fue gradualmente olvidado.
Sus ruinas fueron cubiertas por la expansión urbana durante la Edad Media y no fue hasta 1798 que el teatro fue redescubierto durante los trabajos de reconstrucción de la zona de Alfama tras el terremoto de 1755, en los que se encontraron fragmentos de columnas y capiteles. A pesar de este hallazgo, no se realizaron intervenciones arqueológicas sistemáticas hasta 1964. Las sucesivas excavaciones permitieron revelar gran parte de la estructura original del teatro, incluyendo la cavea (gradas), la orchestra (área semicircular delante del escenario), y parte del proscaenium (escenario). También se encontraron fragmentos de estatuas, inscripciones y otros artefactos que hoy se conservan en el museo.